# Palthis aracinthusalis
Palthis aracinthusalis är en fjärilsart som beskrevs av Walker 1858. Palthis aracinthusalis ingår i släktet Palthis och familjen nattflyn. Inga underarter finns listade i Catalogue of Life.

## Bildgalleri

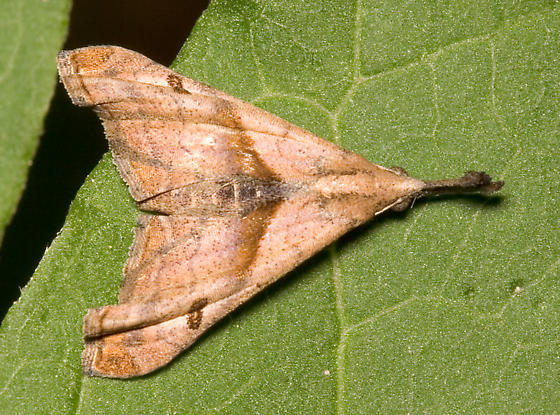